# Hannah Ertel
Hannah Ertel (* 5. August 1978 in Würzburg) ist eine deutsche Judoka.
Ertel, aus dem Würzburger Stadtteil Lengfeld stammend, war in den Jahren 1995 und 1996 Junioren-Europameisterin. Sie nahm 1996 als zu diesem Zeitpunkt Weltranglistenzweite an den Olympischen Sommerspielen in Atlanta teil und belegte dabei den 7. Rang. Im gleichen Jahr hatte die 1,68 m große Ertel zuvor bei der Europameisterschaft die Bronzemedaille gewonnen. 2008 schloss sie sich dem Judo-Bundesligisten SU Annen an.
Im Jahr 2010 arbeitet sie als Honorartrainerin.